# Yva Léro
Yva Léro (4 tháng 7 năm 1912 - 25 tháng 9 năm 2007) là một nhà văn và họa sĩ người Afro-Martinique. Bà là một trong những nhà văn người Antilles sớm nhất ở Paris trước phong trào Négritude. Một nhà nữ quyền hăng hái, cô tham gia các đại hội quốc tế và là người đồng sáng lập Hội Phụ nữ Martinique (tiếng Pháp: Union des Femmes de la Martinique). Bài viết và bức tranh của cô mô tả cuộc sống và văn hóa của Martinique, đánh giá giai cấp, giới tính và chủng tộc và xã hội đa tầng tồn tại ở quê hương Caribbean của cô.

## Cuộc sống ban đầu
Yva de Montaigne sinh ngày 4 tháng 7 năm 1912  tại La Trinité, Martinique đến Eponine (nhũ danh Vachier) và Paul de Montaigne. Cả hai cha mẹ cô đều thuộc di sản hỗn hợp, thuộc tầng lớp mulatto của hòn đảo và được hưởng những đặc quyền mà cha cô làm kỹ sư đường bộ cho Bộ Xây dựng mang lại cho họ. Ông cũng là người đứng đầu của Freidiaon Lodge địa phương và được kính trọng trong cộng đồng. De Montaigne và chín anh chị em của cô đã tận hưởng tuổi thơ của mình, nhưng nhận thức được sự nghèo khó của những người lao động da đen trên đảo, sau này sẽ xuất hiện trong các bức tranh của cô.

## Paris
De Montaigne bị nhiễm bệnh sốt rét và ký sinh trùng nặng ngay sau khi tốt nghiệp tiểu học. Khi cô không thể học trung học, cha mẹ cô đã đăng ký cho cô vào các khóa học trao đổi thư từ trường đại học École ở Paris. Cái chết của cha mẹ cô, buộc de Montaigne phải chuyển đến Paris để tham gia cùng anh chị em của cô. Cô đăng ký vào trường Pigier, nhưng đã rời đi trước khi tốt nghiệp để tìm kiếm việc làm và tiếp tục tự học. Cô là một trong những nhóm đầu tiên của nhà văn Antillean đen ở Paris, sản xuất các tác phẩm thơ mộng trước các tác giả của Négritude phong trào.  De Montaigne tham gia vào phong trào nữ quyền quốc tế và đam mê bảo vệ quyền phụ nữ.
Năm 1943, chính quyền Pháp tại Martinique bắt đầu thực hiện các thay đổi hành chính, dẫn đến một phong trào phụ nữ đang phát triển. Jane Lero, người sẽ trở thành de Montaigne của chị dâu, đóng một vai trò tích cực trong việc tổ chức phong trào, và trong tháng 6 năm 1944 thành lập Ban Martiniquais của Liên bộ của phụ nữ (tiếng Pháp: Comité de l'Union des Femmes de la Martinique), mà vào năm 1946 sẽ trở thành Union of French Women. Yva là một trong những thành viên sáng lập của tổ chức. Trong Thế chiến II, cô làm sứ giả cho Kháng chiến Pháp.
Gần cuối cuộc chiến, de Montaigne đã gặp và kết hôn với Thélus Léro, một nhà toán học làm việc tại Paris, người cũng đến từ Martinique, và sau đó hai người có ba con. Thélus sẽ phục vụ như một thượng nghị sĩ Cộng sản, đại diện cho Martinique tại Thượng viện Pháp từ năm 1946 đến 1948, tham gia cùng Aimé Césaire và những người khác trong quá trình cải tổ các thuộc địa cũ của Pháp thành các Sở của Pháp. Césaire và vợ, Suzanne và Léros trở thành bạn thân, thường xuyên giao lưu với nhau. Trong thời gian này, vào năm 1947, Léro đã tham dự đại hội của Hội Phụ nữ Pháp với tư cách là đại biểu cho Martinique. Sau này, khi họ trở về Martinique, Suzanne và Yva sẽ vẫn thân thiết, làm việc cùng nhau vì quyền của phụ nữ.

## Quay trở lại Martinique
Sau khi chiến tranh kết thúc, gia đình trở về Martinique và Léro bắt đầu xuất bản các tập truyện ngắn. Những câu chuyện của cô phản ánh các tầng lớp đa văn hóa của xã hội ở Antilles và tập trung vào giai cấp, giới tính và chủng tộc và đan xen những định kiến. Cô cũng xuất bản một tuyển tập thơ và tiểu thuyết. Minh họa các tác phẩm của riêng mình bằng các bản khắc, cô cũng vẽ các cảnh về cuộc sống nông thôn ở Martinique, tập trung vào công nhân hàng ngày.

## Cái chết và di sản
Léro qua đời vào tháng 9 năm 2007 tại Fort-de-France, Martinique và được chôn cất vào ngày 25 tháng 9 sau khi các dịch vụ được tổ chức tại Nhà thờ Bellevue. Léro được cô con gái Cathy Rosier, người qua đời năm 2004.

## Tác phẩm được chọn
- La Plaie, (viết năm 1957, nhưng không được xuất bản cho đến năm 1979).[2] Cuốn tiểu thuyết đánh giá định kiến và sự khác biệt giữa cuộc sống nông thôn và thành thị.[3]
- Douchérie (1958) [2]
- Douchérie: Loin du trả tiền (1959) [3]
- Peau d'ébène (1960) [3]
- Lịch sử passées (1974) [3]

### Trích dẫn
1. ↑  Mansfield 2009.
2. 1 2 3 4 5 6 7 8 9 10  Vété-Congolo 2016.
3. 1 2 3 4 5  Paravisini-Gebert & Torres-Seda 1993.
4. ↑  Rosemont & Kelley 2009.
5. ↑  Femmes martiniquaises 1977.
6. ↑  Mauvois 1997.
7. 1 2  Thurenne 2007.